# Jacques Béjart
Pour les articles homonymes, voir Béjart.
Jacques Béjart est un membre de la famille Béjart, célèbre famille de comédiens du temps de Molière. On sait qu'il a été baptisé le 11 février 1622 mais les sources biographiques ne permettent pas d'affirmer qu'il a joué, à l'instar de ses frères Joseph Béjart et Louis Béjart, un rôle au sein de la troupe théâtrale.

## Biographie
Jacques Béjart est baptisé le 11 février 1622 en l'église Saint-Gervais à Paris,.
Le Grand Dictionnaire universel du XIXe siècle de Pierre Larousse considère que c'est lui le comédien de la famille Béjart connu comme Béjart l'aîné ou le bègue, indiquant comme date de mort 1659. Louis Moland donne les mêmes informations, ainsi que Frédéric Hillemacher, qui dans sa Galerie historique des portraits des comédiens de la troupe de Molière dessine également à l'eau-forte son portrait et mentionne qu'« il n'est question de Jacques Béjart que dans le registre de La Grange, conservé à la Comédie Française »,. 
À compter d'Auguste Jal, qui précise dans son Dictionnaire critique de biographie et d'histoire que « [parmi] les enfants [...] qui furent comédiens, Joseph et non Jacques, comme on l'a dit si souvent », les sources postérieures indiquent que le comédien Béjart l'aîné est Joseph Béjart,. Au début du XXe siècle, Henry Lyonnet, dans son Dictionnaire des comédiens français, écrit d'ailleurs, à propos de Joseph Béjart : « mais pourquoi Larousse et le catalogue Duplessis persistent-ils à l'appeler Jacques ? ».